# Dagbouw Jänschwalde
Dagbouw Jänschwalde is een grote bruinkool-mijn in de Lausitzer bruinkoolmijnstreek in het oosten van Duitsland.
De mijn wordt geëxploiteerd door EPH ten behoeve van elektriciteitscentrale Jänschwalde. De in 1971 geopende dagbouw is vernoemd naar de gemeente Jänschwalde in het district Spree-Neisse.
De volgende dorpen en gehuchten zijn door de mijnbouw in de groeve verdwenen: Horno (Rogow), Klein Bohrau (Mały Borow), Klein Briesnig (Mały Rjasnik), Klinge (Glinka) en Weißagk (Wusoka). Daarnaast verdwenen kleine stukken van de dorpen Grießen (Grěšna), Gosda bei Klinge (Gózd), Heinersbrück (Most) en Grötsch (Groźišćo).
De mijn is in gebruik en in de toekomst zullen nog de plaatsen Kerkwitz (Kerkojce), Grabko (Grabk) en Atterwasch (Wótšowaš) met samen ongeveer 900 inwoners verdwijnen.
De mijn bevindt zich in het stroomgebied van de rivieren de Spree en de Neisse. Om het bruinkool droog te kunnen ontginnen wordt het grondwater kunstmatig verlaagd en afgevoerd. In de toekomst wordt de groeve met water gevuld en zal de Klinger See ontstaan.
actief: Jänschwalde · Nochten · Reichwalde · Welzow-Süd

stilgelegd: Bärwalde · Berzdorf · Cottbus-Nord